# ステッピン・イントゥ・エイジア
「ステッピン・イントゥ・エイジア」 (Steppin' Into Asia) は、1985年にリリースされた坂本龍一のソロシングル。

## 制作
表題曲は、タイ語をラップにフィーチャーした曲で、歌詞はタイの昔話で、坂本がタイの文部省から提供されたものを使用している。
サビのバックで流れている効果音は、アルバム『エスペラント』収録の「Adelic Penguins」で使用されていたものである。
リリース時、坂本はドラムの音に少々納得がいっていなかったようで、CD化の際にドラムパートだけ、より高いタイトな印象を持つ音（B面のUrban Mixに使用されたもの）に変更し収録し直された。現在CDとして流通しているものはほぼドラムの音を替えたヴァージョンで、オリジナルヴァージョンは『MIDI SINGLEs 1985→6』(MDC5-1082)に収録されている。

## レコーディング
ラップは当時学生だった浅野智子である。坂本がパーソナリティを担当していたFM番組『サウンドストリート』に彼女がデモテープを送ったことにより抜擢された。サビのボーカルは矢野顕子である。
ベースは細野晴臣が演奏している。

## リリース
1985年9月5日に、MIDIのSCHOOLレーベルから発売された。初回盤はピクチャーディスク仕様であった。そのため、音質が通常のレコードより劣る旨が記載された紙が封入されていた。

## プロモーション
- 当時、フジテレビの秋のキャンペーンとして使用され、『笑っていいとも!』や『夕やけニャンニャン』にも坂本本人が出演した。『オレたちひょうきん族』の「ひょうきんベストテン」にランクインされたこともある。『夜のヒットスタジオ』にて矢野顕子と共演した。
- 『笑っていいとも!』では、タモリにそそのかされた明石家さんまが、キャンペーンに出演していた坂本について「ニヤニヤして気持ち悪い」と発言したところ、裏に隠れていた坂本が突然乱入。坂本はさんまをスタジオで追いかけ回したあげく首を絞めていたが、むろん番組上での演出である。

## 収録曲
| 全作詞: 矢野顕子、訳詞: Somboon Kittisatayawaj、全作曲: 坂本龍一。 |                                   |                                         |            |      |
| #                                                                  | タイトル                          | 作詞                                    | 作曲・編曲 | 時間 |
| 1.                                                                 | 「Steppin' Into Asia」            | 矢野顕子 、訳詞: Somboon Kittisatayawaj | 坂本龍一   | 5:08 |
| 2.                                                                 | 「Steppin' Into Asia」(Urban Mix) | 矢野顕子 、訳詞: Somboon Kittisatayawaj | 坂本龍一   | 5:07 |
| 合計時間:                                                          | 合計時間:                         | 10:15                                   |            |      |